# Фінафлоксацин
Фінафлоксацин (англ. Finafloxacin) — синтетичний антибіотик з групи фторхінолонів, що застосовується перорально, парентерально та місцево (у вигляді вушних крапель). Фінафлоксацин розроблений у лабораторії сінгапурської компанії «MerLion Pharmaceuticals», та схвалений FDA у грудні 2014 року.

## Фармакологічні властивості
Фінафлоксацин — протимікробний засіб з групи фторхінолонів. Діє бактерицидно, порушуючи синтез ДНК в бактеріальних клітинах, блокуючи 2 життєво важливих ферменти бактерій — ДНК-гіразу та топоізомеразу. Препарат має широкий спектр антибактеріальної дії. До делафлоксацину чутливі такі мікроорганізми: стафілококи, зокрема Staphylococcus aureus, Pseudomonas aeruginosa, Escherichia coli, які нечутливі до дії інших фторхінолонів. Фінафлоксацин має високу ефективність у кислому середовищі, на відміну від більшості фторхінолонів, зокрема ципрофлоксацину і левофлоксацину, тому більш ефективний при інфекціях сечових шляхів. Препарат також ефективний при отиті, та проти інфекцій, спричинених Helicobacter pylori.

## Показання до застосування
Фінафлоксацин офіційно схвалений для лікування зовнішнього отиту у вигляді вушних крапель.

## Побічна дія
При застосуванні фінафлоксацину найчастішими побічними реакціями є нудота, діарея, підвищена втомлюваність, головний біль, підвищення внутрішньочерепного тиску.